# ブラディ・コーベット
ブラディ・コーベット（Brady Corbet, 1988年8月17日 - ）は、アメリカ合衆国の俳優・声優・映画監督・脚本家・プロデューサー。ブラディ・コルベットとも表記される。

## 略歴
1988年にアリゾナ州スコッツデールで生まれ、2000年にテレビシリーズ『The King of Queens』のゲストキャラクターで子役としてデビューする。その後は日本のテレビアニメの英語吹替版で声優としても活動するようになる。
2003年、『サーティーン あの頃欲しかった愛のこと』でスクリーンデビュー。
2006年、人気テレビシリーズ『24 -TWENTY FOUR-』のシーズン5に、デレク・ハクスリー（主人公の恋人の息子）役で出演する。
2008年からは、ミヒャエル・ハネケ（『ファニーゲーム U.S.A.』）や、ラース・フォン・トリアー（『メランコリア』）、リューベン・オストルンド（『フレンチアルプスで起きたこと』）や、オリヴィエ・アサイヤス（『アクトレス〜女たちの舞台〜』）といったヨーロッパの映画監督の作品に数多く出演するようになるが、2014年以降は監督業にシフトチェンジするようになる。
2015年の『シークレット・オブ・モンスター』で長編映画の監督デビューを果たし、第72回ヴェネツィア国際映画祭のオリゾンティ部門で監督賞と初長編作品賞を受賞。オリゾンティ部門の審査委員長を務めていたジョナサン・デミからは「身震いする緊張感、戦慄の映画」と絶賛された。
2018年の監督作『ポップスター』は第75回ヴェネツィア国際映画祭のコンペティション部門に出品された。本作は前年に死去したデミに捧げられた。
2024年の監督作『ブルータリスト』は、インターミッション（途中休憩）を導入して3時間を超える超大作となった。本作も第81回ヴェネツィア国際映画祭コンペティション部門に出品され、今度は監督賞に相当する銀獅子賞を受賞。第82回ゴールデングローブ賞でも監督賞を受賞し、その年のアカデミー賞でも作品賞を含む10部門にノミネートされ、自身も監督賞にノミネート、本作は主演男優賞、撮影賞、作曲賞の3部門を受賞した。

## 出演作品

### 映画
| 公開年 | 邦題 原題                                               | 役名                   | 備考           |
| ------ | ------------------------------------------------------- | ---------------------- | -------------- |
| 2003   | サーティーン あの頃欲しかった愛のこと Thirteen          | メイソン・フリーランド |                |
| 2004   | 謎めいた肌 Mysterious Skin                              | ブライアン・ラッキー   |                |
| 2004   | サンダーバード Thunderbirds                             | アラン・トレーシー     |                |
| 2008   | ファニーゲーム U.S.A. Funny Games                       | ピーター               |                |
| 2011   | マーサ、あるいはマーシー・メイ Martha Marcy May Marlene | ワッツ                 |                |
| 2011   | メランコリア Melancholia                                | ティム                 |                |
| 2014   | アクトレス〜女たちの舞台〜 Clouds of Sils Maria         | ピアーズ・ロールドソン |                |
| 2014   | EDEN/エデン Eden                                        | ラリー                 |                |
| 2014   | フレンチアルプスで起きたこと Force Majeure              | アメリカ人観光客       |                |
| 2014   | SAINT LAURENT/サンローラン Saint Laurent                | デヴィッド             |                |
| 2014   | ヤング・アダルト・ニューヨーク While We're Young        | ケント                 |                |
| 2014   | エスコバル 楽園の掟 Escobar: Paradise Lost              | ディラン・ブラディ     |                |
| 2014   | リトル・バード ボクたちの世界大冒険! Yellowbird         | ウィリー               | 日本劇場未公開 |

### テレビ
| 放映年 | 邦題 原題                                                  | 役名                     | 備考                                                         |
| ------ | ---------------------------------------------------------- | ------------------------ | ------------------------------------------------------------ |
| 2000   | NieA_7                                                     | Alien Boy 1              | 日本アニメの英語版吹き替え                                   |
| 2001   | あぃまぃみぃ!ストロベリー・エッグ                          | 西灘芳彦                 | 8限目「反逆のビューラーボーイズ」 日本アニメの英語版吹き替え |
| 2003   | I☆LOVE!オリバー Oliver Beene                               | スペンサー               | シーズン1第8話「Oliver's Best Friend」                       |
| 2006   | 24 -TWENTY FOUR- 24                                        | デレク・ハクスリー       | 計6話出演                                                    |
| 2008   | ロー&オーダー Law & Order                                  | パトリック・フレンドリー | シーズン19第3話「迷子の若者たち」                            |
| 2010   | LAW & ORDER:性犯罪特捜班 Law & Order: Special Victims Unit | ヘンリー・クリステンセン | シーズン11第11話「報復」                                     |
| 2014   | オリーヴ・キタリッジ Olive Kitteridge                      | ヘンリー・ティボドー     | ミニシリーズ                                                 |

## 主な製作作品

### 映画
- シークレット・オブ・モンスター The Childhood of a Leader（2016） - 監督・脚本・製作、第72回ヴェネツィア国際映画祭 オリゾンティ部門 監督賞・初長編作品賞[2]
- ポップスター Vox Lux (2018) - 監督・脚本・原案
- ブルータリスト The Brutalist (2024) - 監督・脚本・製作

### テレビ番組
- クラウデッド・ルーム The Crowded Room (2023) - 監督